# Urartu
Urartu és una regió geogràfica que s'utilitza habitualment com a exònim del regne de l'edat del ferro, també coneguda per la interpretació moderna del seu endònim, el Regne de Van, centrada al voltant del llac Van a l'històric altiplà d'Armènia. El regne va assolir el poder a mitjans del segle ix aC, però va entrar en declivi gradual i finalment va ser conquerit pels medes iranians a principis del segle vi aC.
S'han descobert diversos jaciments, els més importants són Karmir Blur, Armavir i Erebuni, que confirmen la importància del regne d'Urartu. Els hitites van signar diversos tractats amb Urartu, que semblen indicar que aquests llocs estaven governats per dinasties locals, i que els pactes es feien amb els «prínceps» i també amb el poble i els ancians. Políticament Urartu es dividia en diverses entitats i no hi havia una estructura uniforme. Les cròniques assíries, sobretot les de Salmanassar I i Teglatfalassar I, parlen de les campanyes a la regió de Nairi, on van lluitar contra un gran nombre de reis.
Des del seu redescobriment al segle xix, Urartu, que es creu comunament que era almenys parcialment de parla armènia, ha tingut un paper important en el nacionalisme armeni.

## Història

### Orígens
Urartu va sorgir en una època coetània o molt propera als hurrites fruit de la immigració des de l'Àsia central.
Les fonts hitites esmenten alguns països a la zona d'Urartu: Haiasa, Azzi, Suhma, Isuwa i Altxe (cap al 1388 aC i 1320 aC). Els assiris van atacar la regió el 1114 aC i van arribar al llac Van, i esmenten que el país, que es deia Nairi, tenia 23 reis. Els estats de Nairi van ser sotmesos repetidament a atacs i invasions dels imperi assiri mitjà i l'Imperi Neoassiri, especialment sota Tukultininurta I, Teglatfalassar I, Aixurbelkala, Adadnirari II, Tukultininurta II i Assurnasirpal II.
Cap a l'any 880 aC, aquests 23 principats ja estan unificats sota el rei Arame de Biaini (és a dir, del llac Van), que les fonts assíries denominen rei d'Urartu (en les seves inscripcions, els reis d'Urartu es titulen reis de Nairi si escriuen en assiri, i reis de Biaini i senyors de Tushpa si ho fan en urartià). El primer rei va ser Arame, titulat erili-erilave ('rei de reis'), que va donar nom a la província d'Aramili (més tard, coneguda com a Apahuniq), que tenia com a capital Arzachkun (suposadament, Manazkert).
Biaini era el nom que els urartians donaven al Regne d'Urartu (que n'és el nom assiri). Biaini vol dir una cosa semblant a 'Regne del llac Van', zona que abans els assiris anomenaven Nairi.

### Període d'expansió
Sarduri I, potser un usurpador, va fundar una dinastia i va traslladar la capital a Tuixpa (la moderna Van), a la vora del llac Van, més ben defensable, abastible i més lluny dels assiris, i la va fer fortificar. El seu fill Ixpuini va iniciar una estratègia d'expansió territorial i des de mig regnat va regnar conjuntament amb el seu fill Menua I, incorporant al regne el país de Mutsatsir, d'on es creu que provenia la seva dinastia i es trobava el principal santuari de Khaldi, una de les tres deïtats principals d'Urartu i del qual va fer governador el seu fill (el futur Sarduri II), però Shamshi-Adad V d'Assíria el va atacar. El 827 aC Ixpuini va conquerir el regne de Manna i Teppe Hasanlu al sud del llac Urmia, on va situar diverses guarnicions conquerint tota la plana del llac.

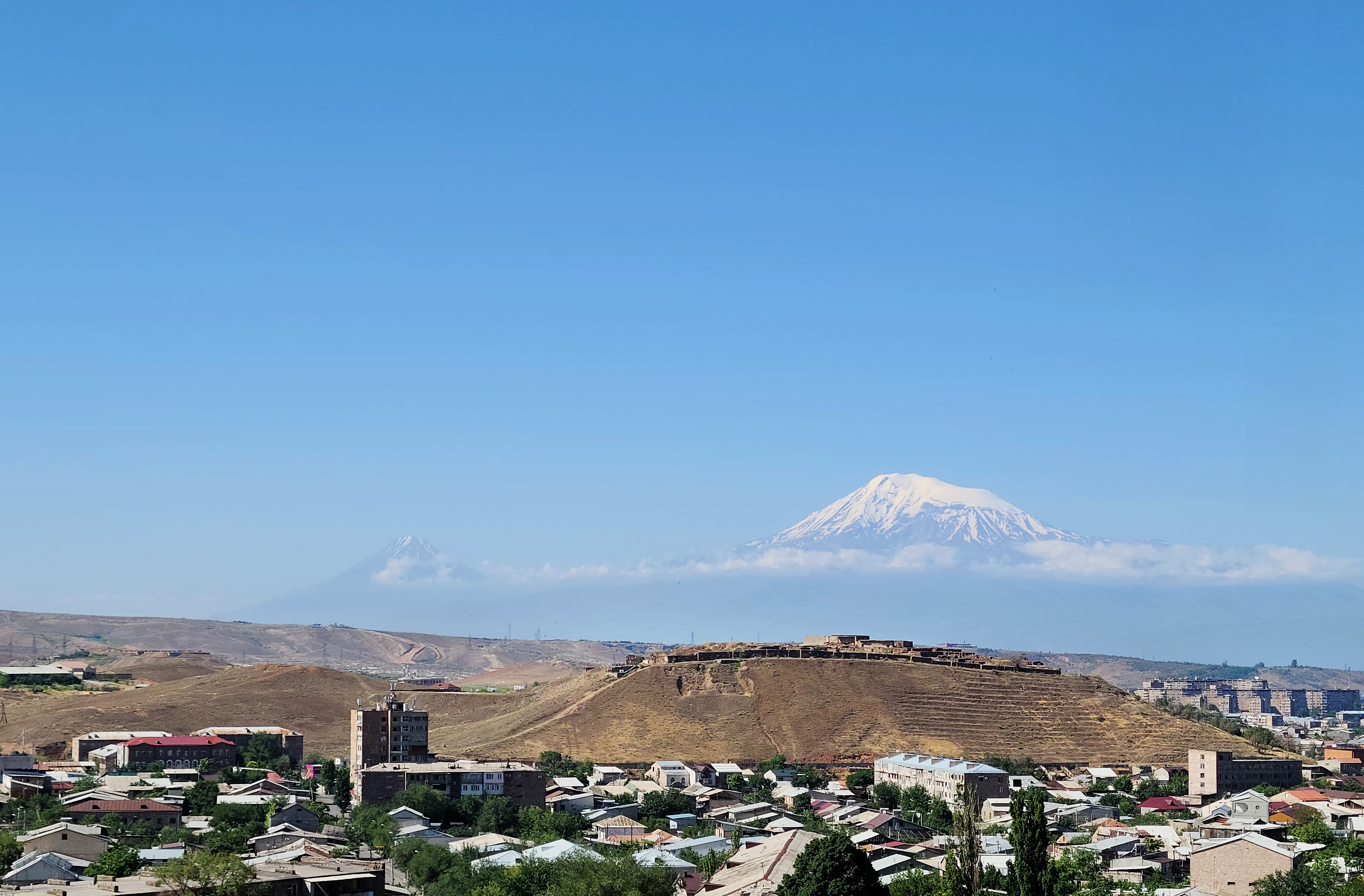
Fortalesa d'Erebuni

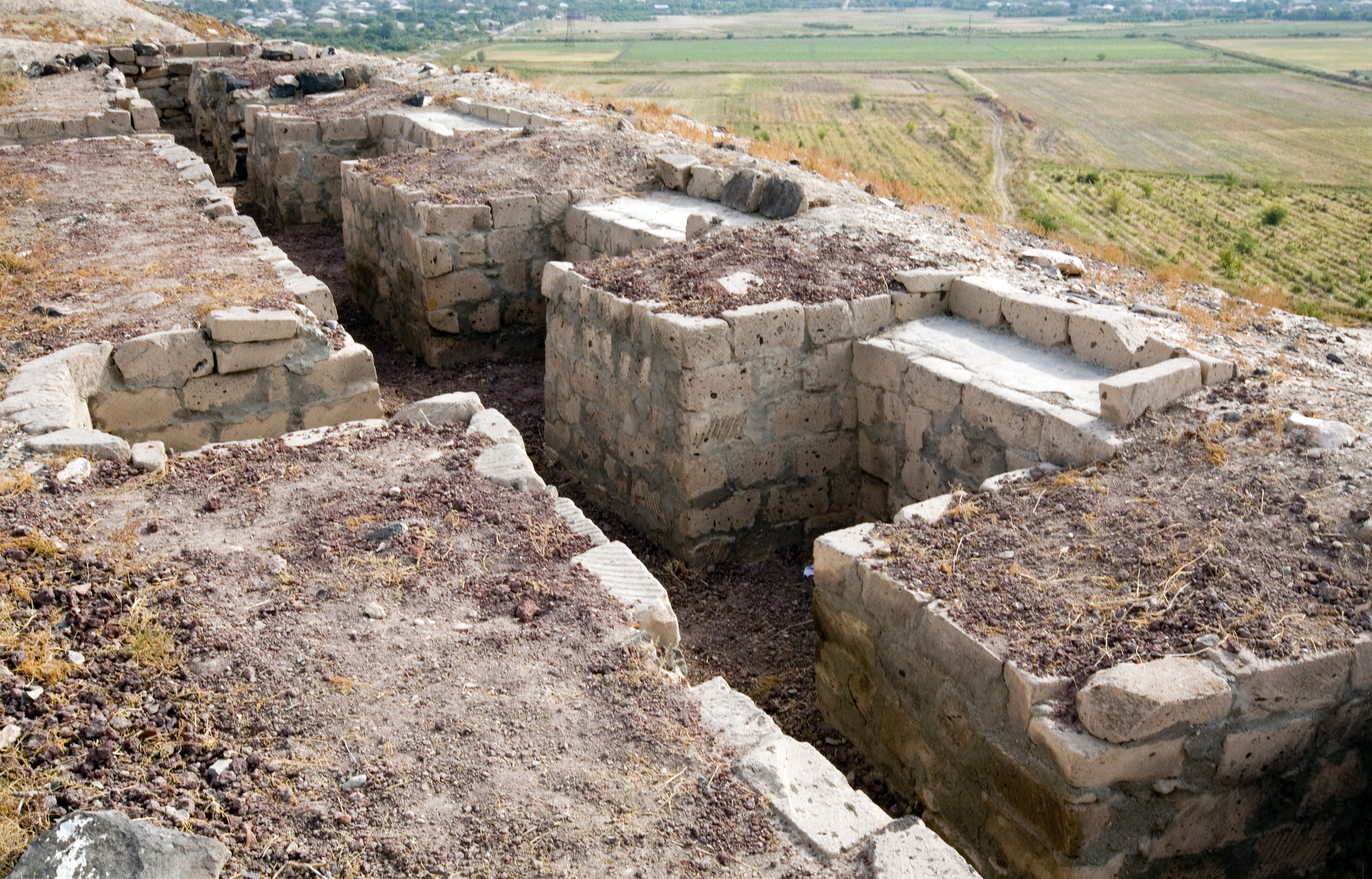
Murs d'Argištiḫinili

El seu successor, Argisti I va perdre el control sobre Manna però encara amplià més els dominis a la regió de l'Araxes i el llac d'Erevan, a més d'aconseguir rebutjar els atacs de Salmanassar IV d'Assíria i construí la fortalesa d'Erebuni l'any 782 aC amb 6.600 presoners de guerra d'Hatti i Sofene, i en 776 aC la fortalesa d'Argištiḫinili.
Sarduri II va succeir al seu pare Argisti I i el 754 aC va derrotar l'exèrcit assiri sota el comandament d'Aixurnirari V a Arpad, un esdeveniment que podria haver provocat que l'exèrcit assiri no fes campanya durant diversos anys. Sarduri va expandir el territori sotmetent cap al nord-est Tulikhu, Uelikuḫi, Doğubayazıt, Arguqiu. També va fer campanya contra Etiuni, Aiararat i Eriaqi. Al nord va sotmetre la ciutat de Maqaltu, i al nord-oest va arribar a Còlquida. Al sud, va lluitar contra els assiris i va tornar a Manna; al sud-oest va sotmetre a vassallatge els països de Tumeichki i Kauri va tornar a Khaté, va cobrar tribut a Kummukh i va sotmetre Gurgum i el Regne de Samal.
El 739 aC Teglatfalassar III d'Assíria va iniciar la lluita pels districtes fronterers que s'havien sotmès a Urartu derrotant Sarduri a Rumqala i recuperant Diyar Bakr, Bohtan, Batman, Kharpurt i Kummukh. L'any 736 aC el rei assiri va sotmetre el país d'Ulluba i l'any següent va envair Urartu assetjant Tushpa, però va ser rebutjat. Els intents assiris de controlar Kubutxkia, Mutsatsir i Manna no van reeixir i van restar lleials a Urartu. Sarduri va morir cap a l'any 735 aC i el va succeir Rusa I.

### Període de decadència

Urartu en 743, en la seva màxima extensió

Quan Rusa I va heretar el tron, el rei assiri Teglatfalassar III va intentar expandir el seu imperi continuant les campanyes contra Urartu, que van envair repetidament obligant Rusa a passar els primers anys del seu regnat lluitant contra les forces d'Assíria fins que va aconseguir infligir una dura derrota als assiris entre el 734 i el 727 aC, en la qual l'exèrcit assiri va ser totalment aniquilat.
A meitat del segle viii aC, es va enfrontar amb el Regne de Manna, i a finals del segle van començar els atacs dels cimmeris. Simultàniament, els assiris, dirigits per Sargon II, van atacar el regne. Rusa I va ser derrotat per Sargon II al llac Urmia. Rusa II va tornar part de l'esplendor al regne amb la construcció de monuments i l'estabilització administrativa, però no va ser capaç de recuperar el poder militar necessari per a resistir enfront els veïns cada cop més poderosos.
Les invasions escites van continuar i, a finals del segle vii aC, gairebé havien destruït el regne (les excavacions arqueològiques mostren un alt nivell de destrucció per foc). Entre el 612 aC i el 585 aC, el país va ser conquerit per tribus traciofrígies (que acabarien formant el futur poble dels armenis), que van destruir el regne. L'últim rei d'Urartu o un dels primers reis dels invasors armenis es va sotmetre als medes.

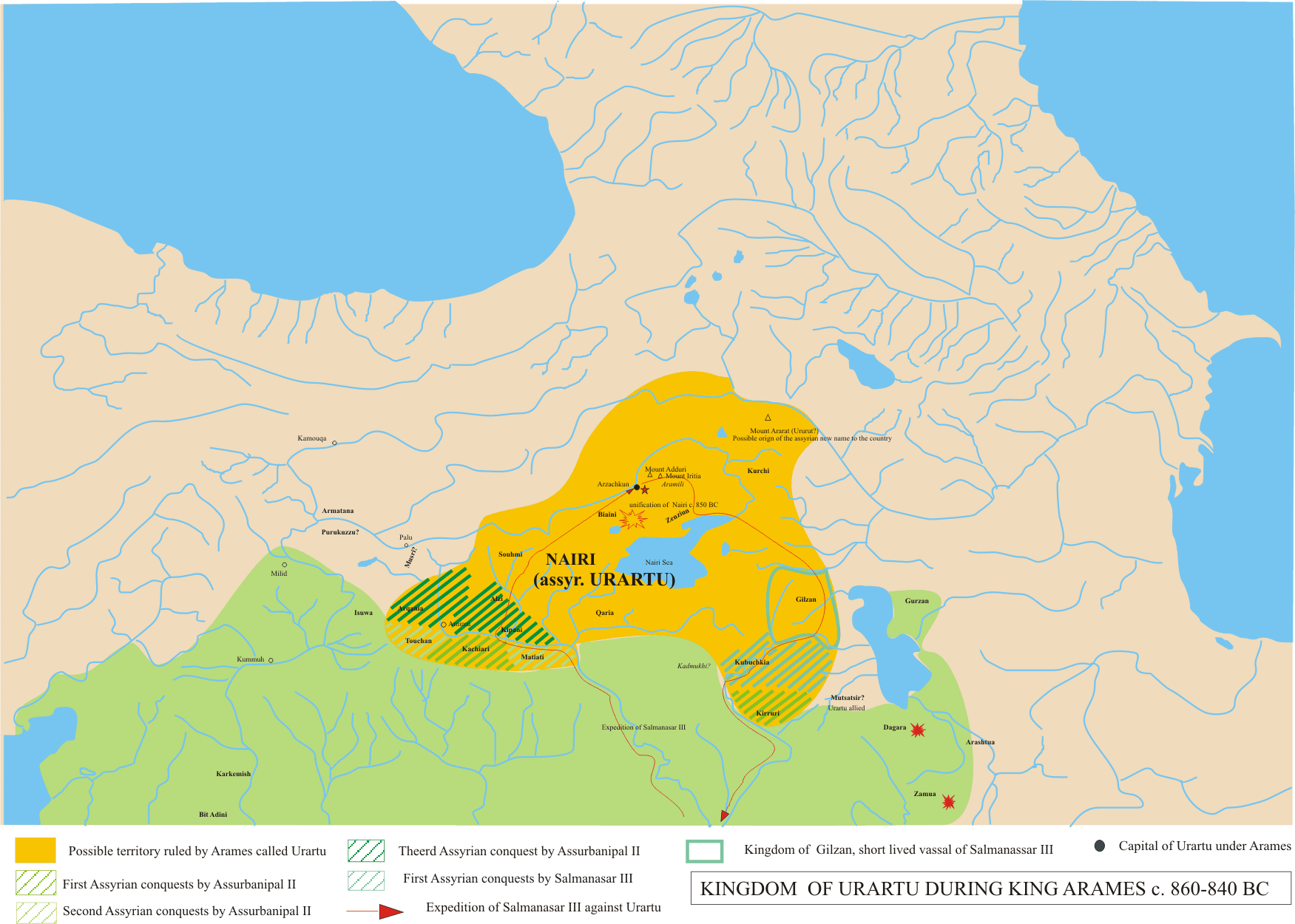
Urartu del 860 al 840 aC
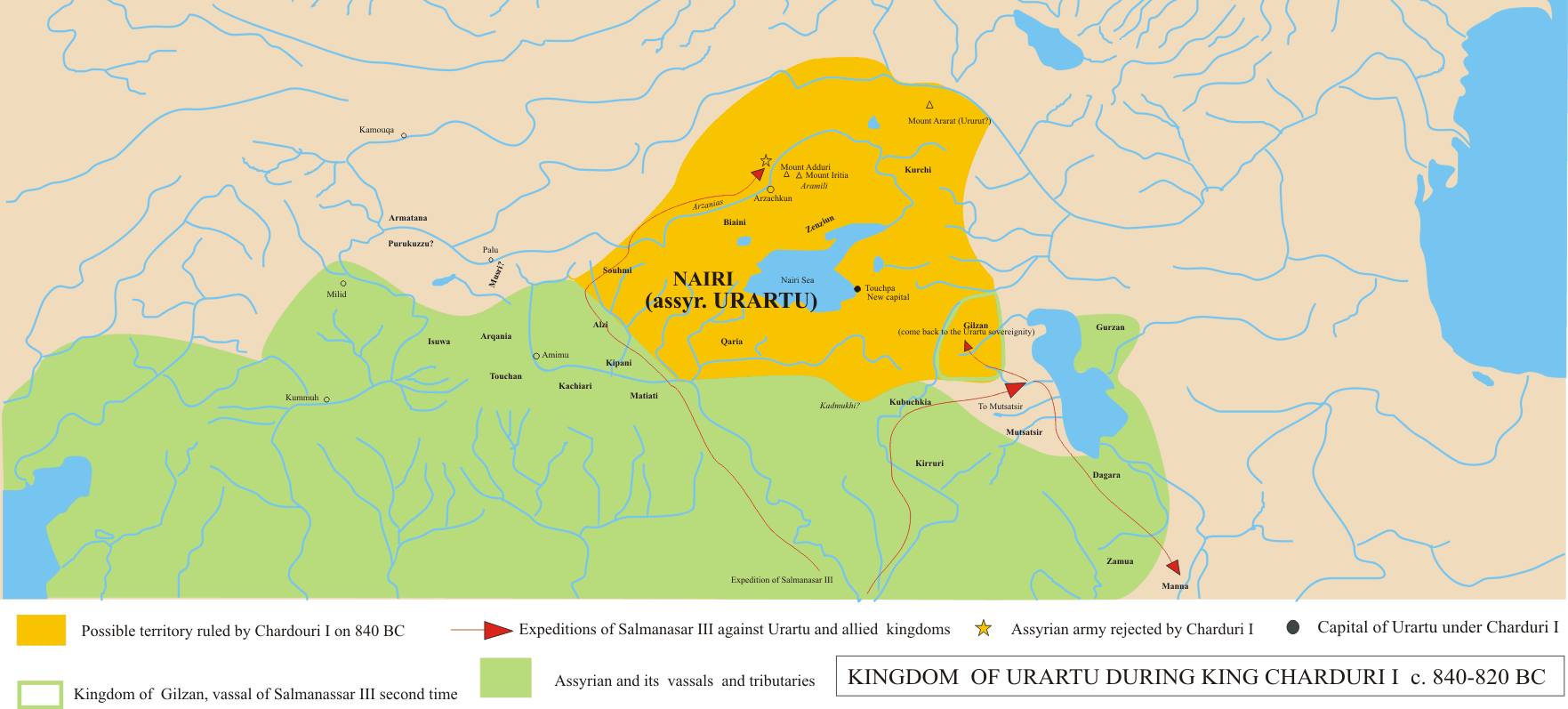
Urartu del 840 al 820 aC
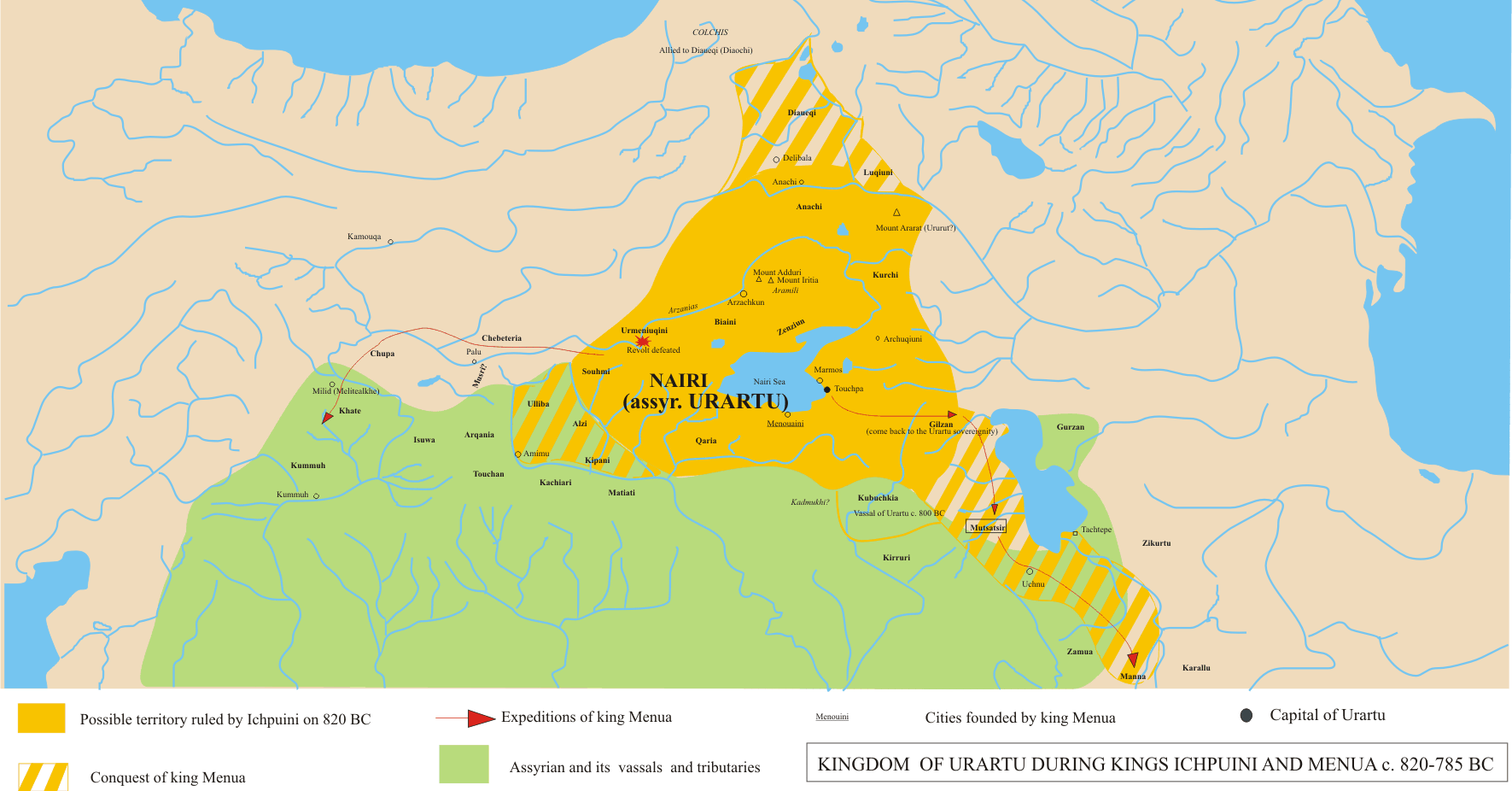
Urartu del 820 al 785 aC
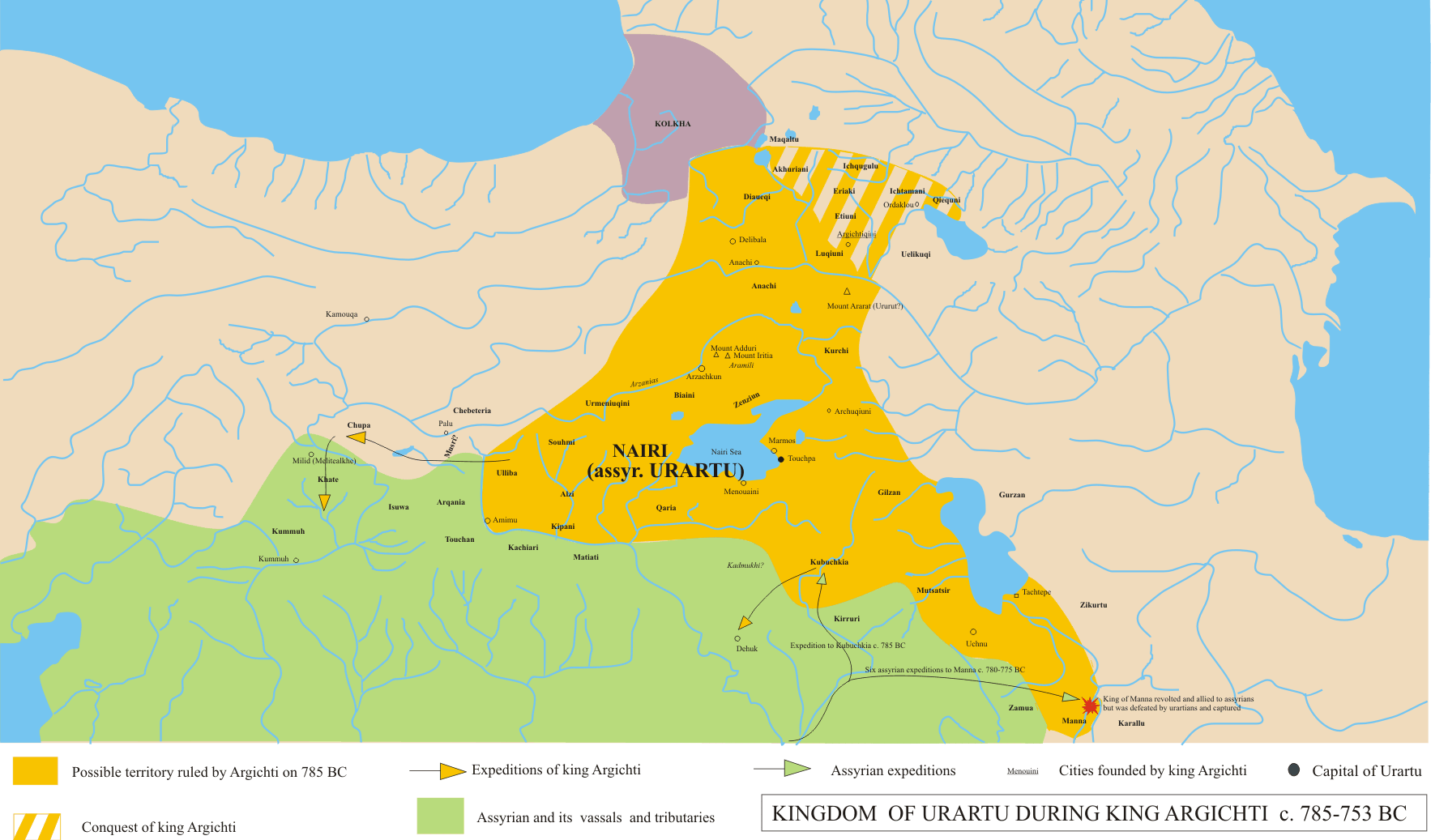
Urartu del 785 al 753 aC
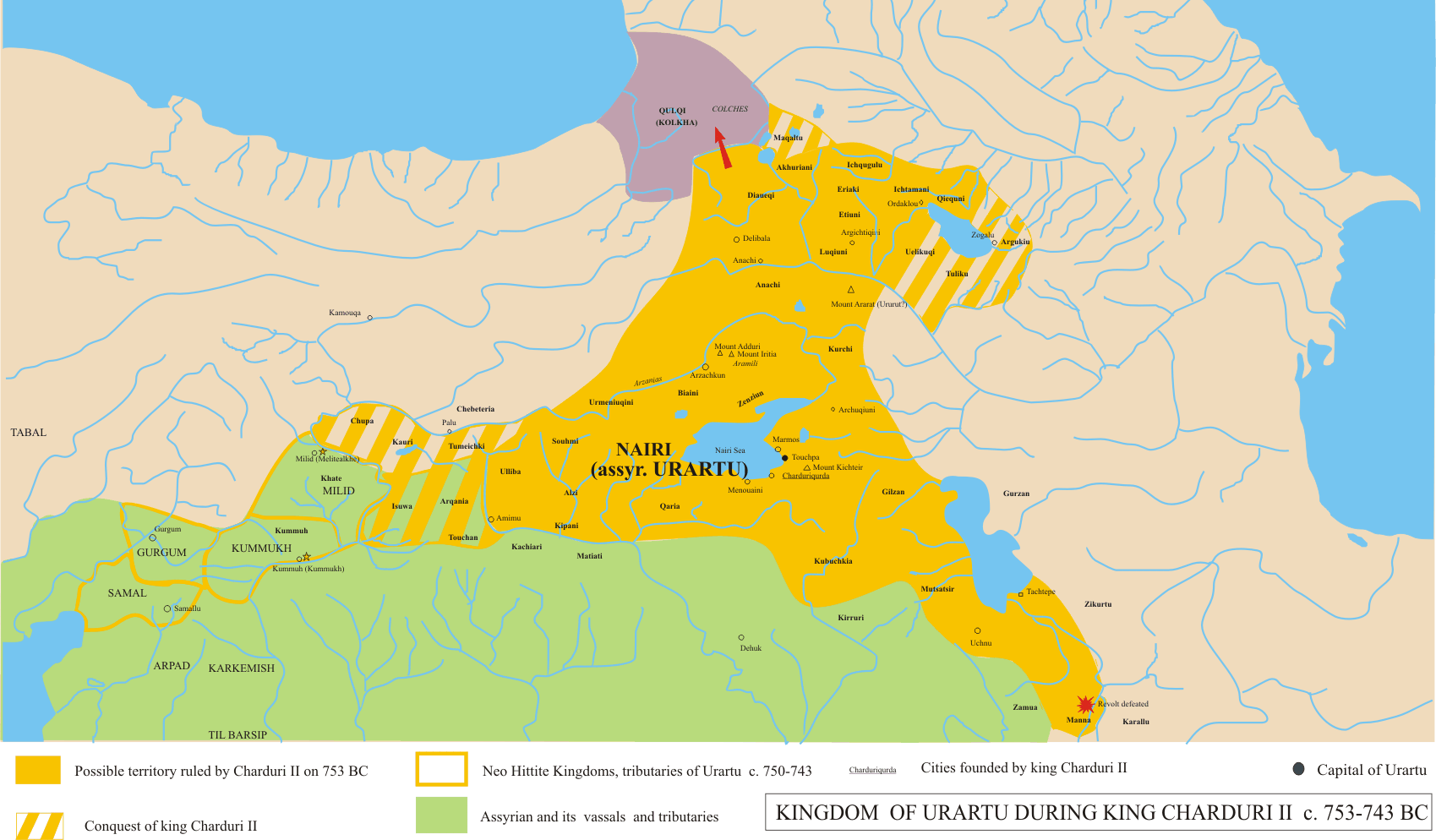
Urartu del 753 al 743 aC
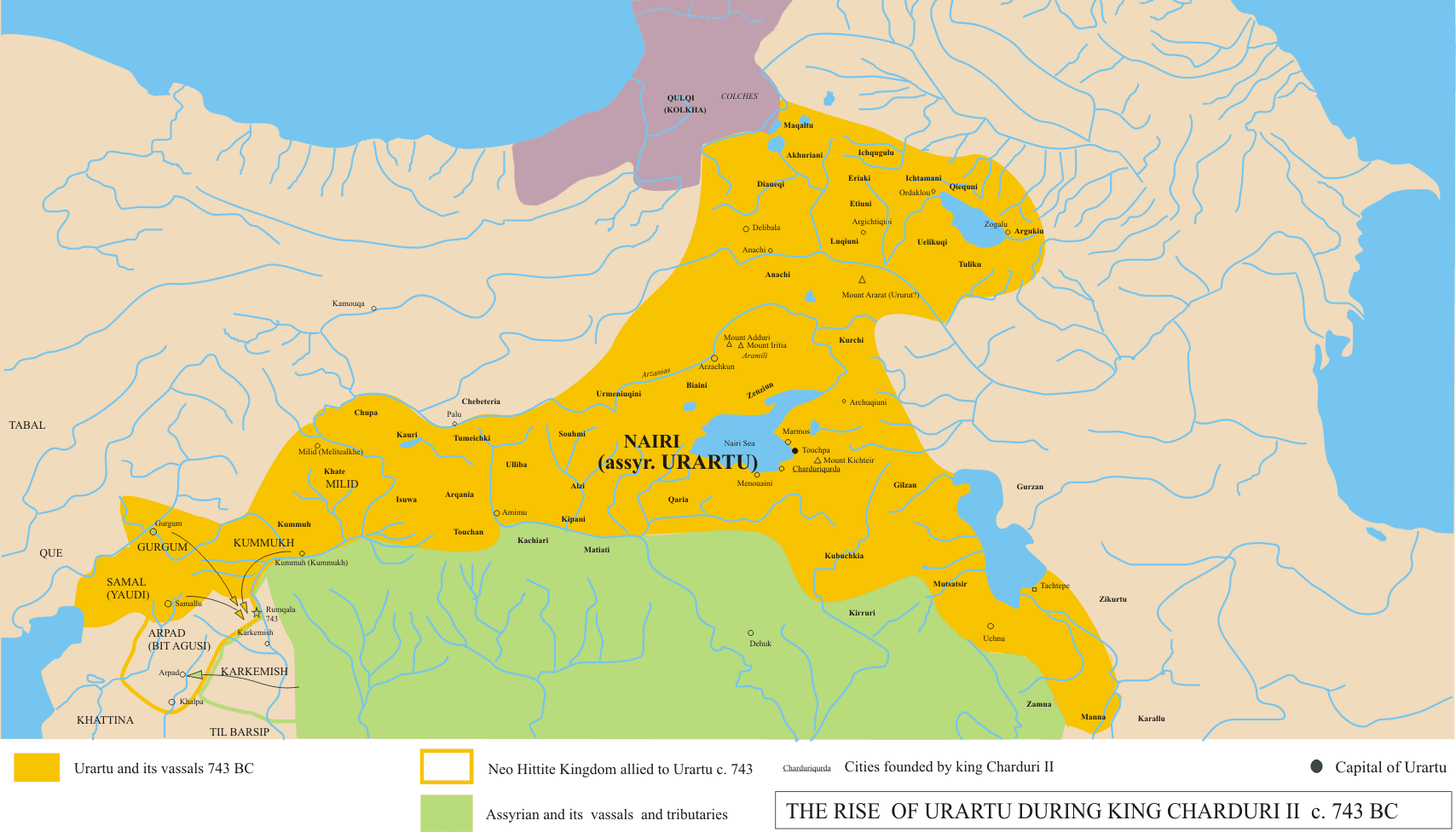
Urartu: màxima expansió, el 743 aC
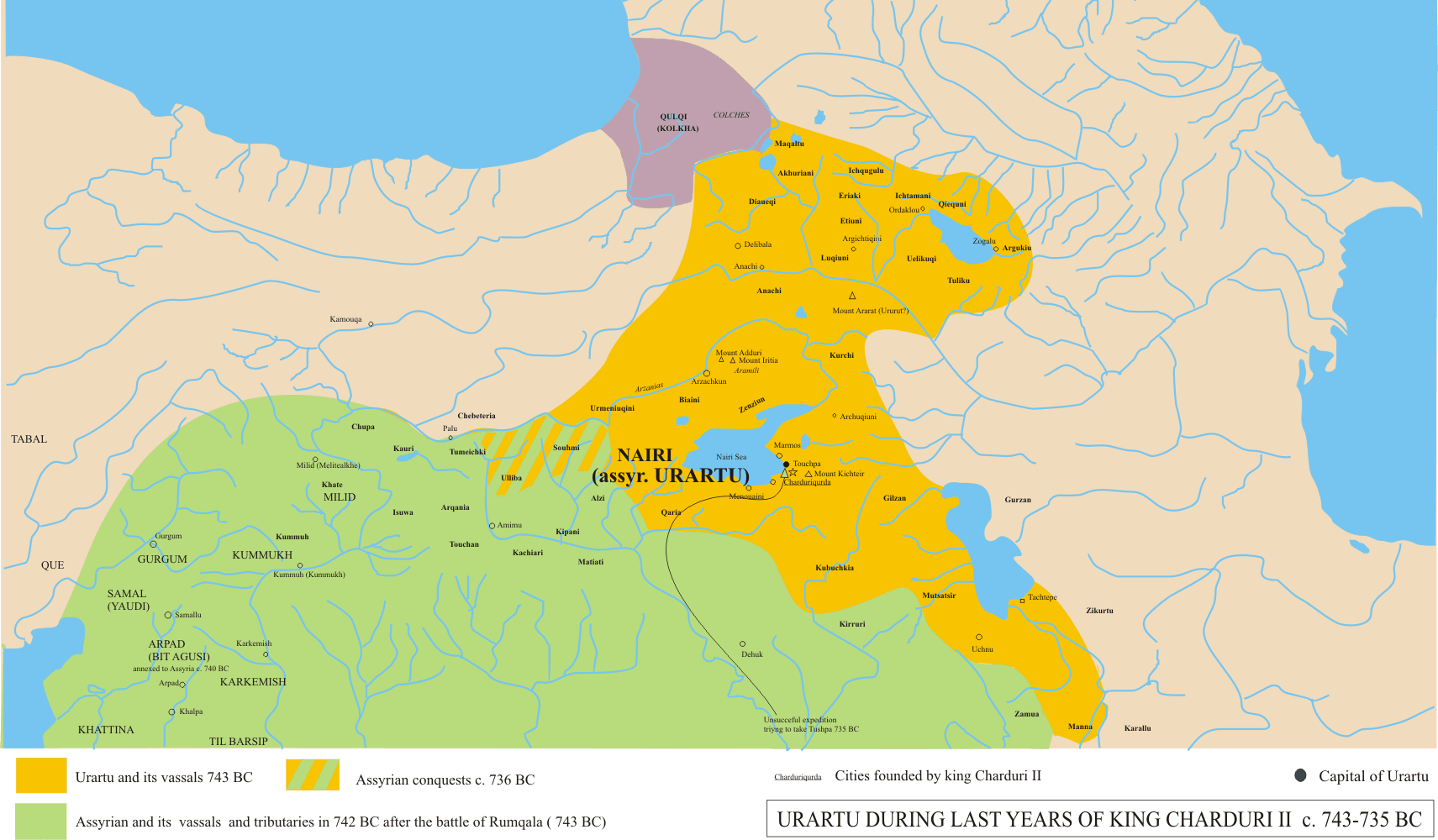
Urartu del 743 al 735 aC
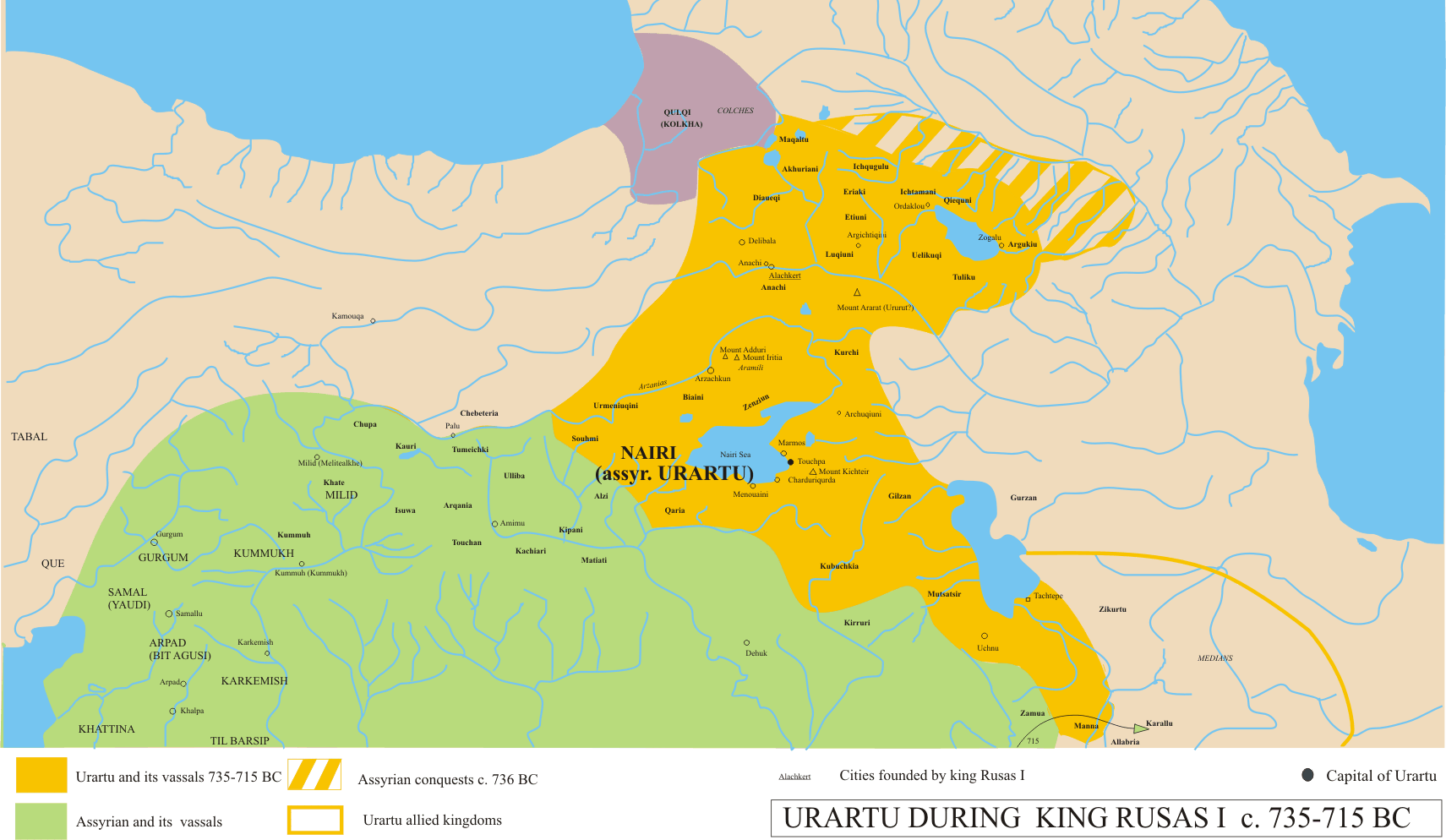
Urartu del 735 al 715 aC
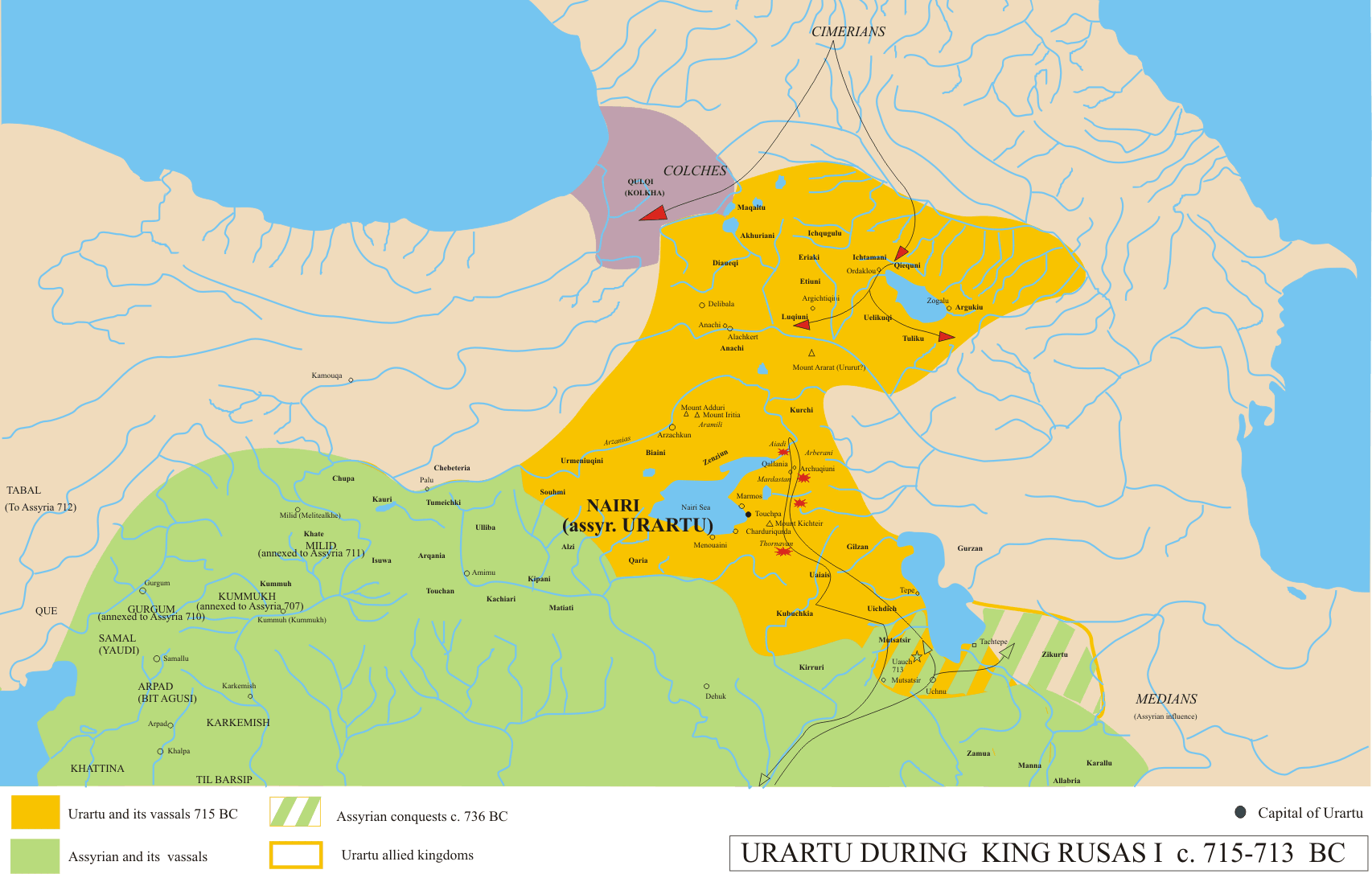
Urartu del 715 al 713 aC
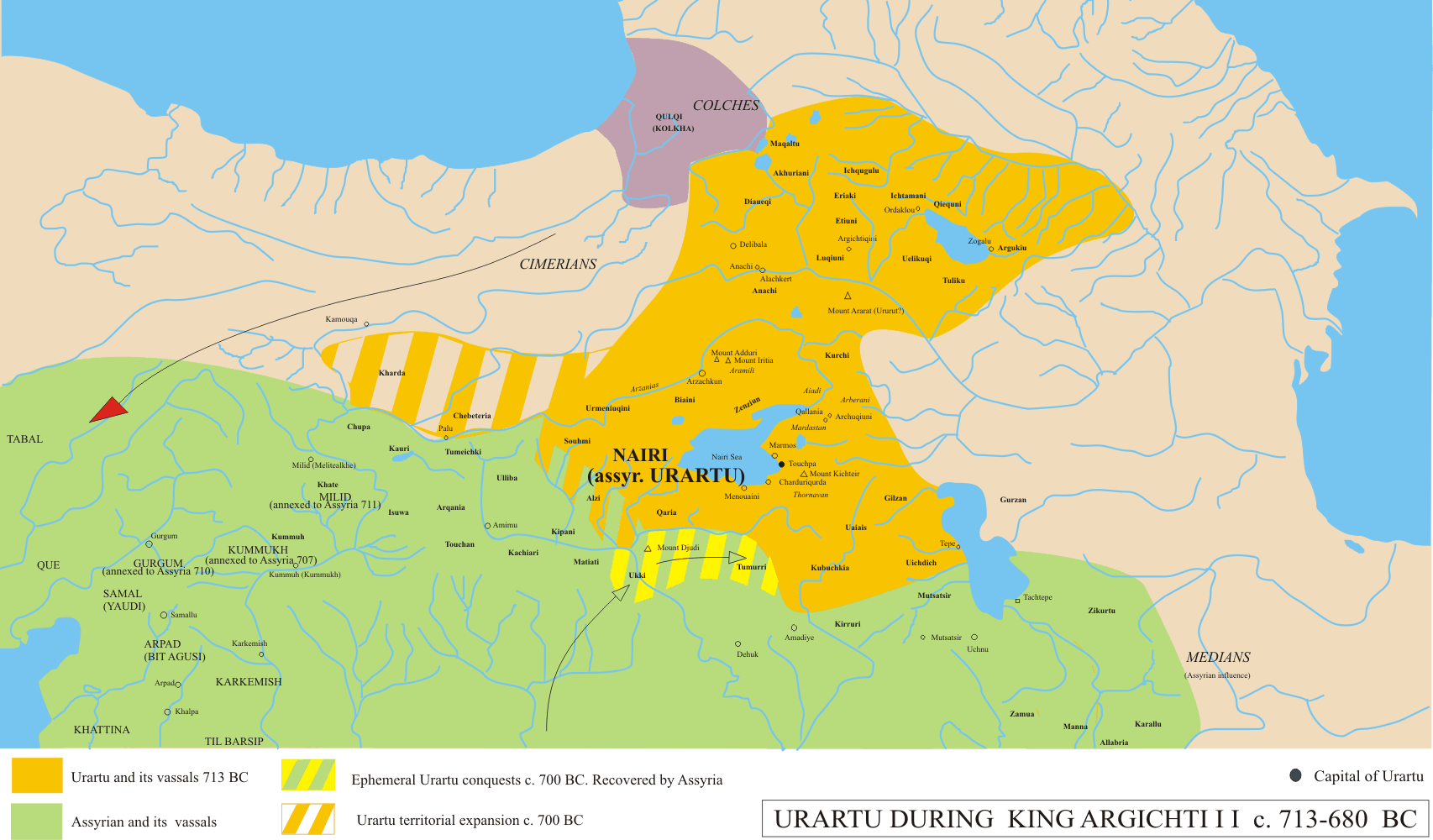
Urartu del 713 al 680 aC
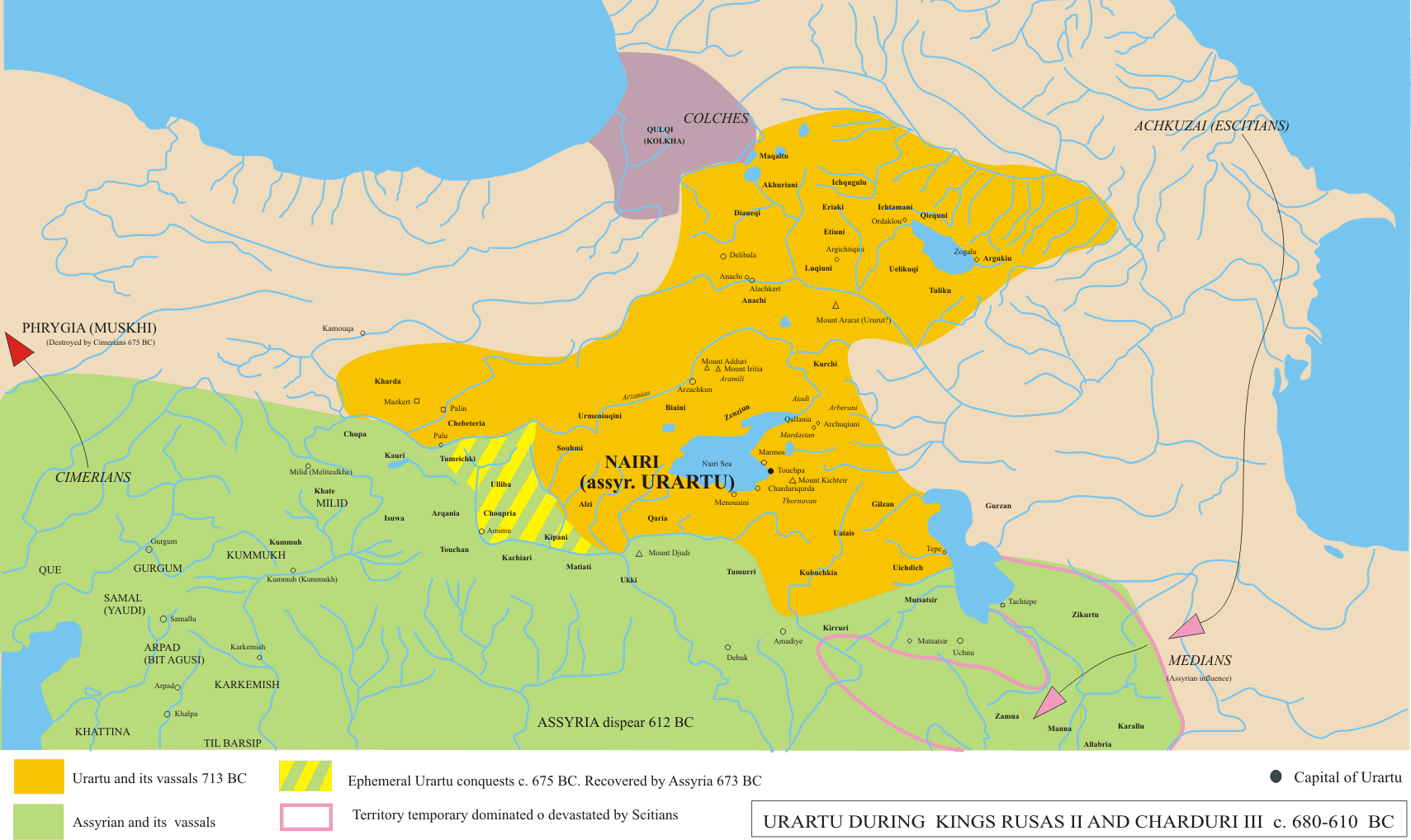
Urartu del 680 al 610 aC
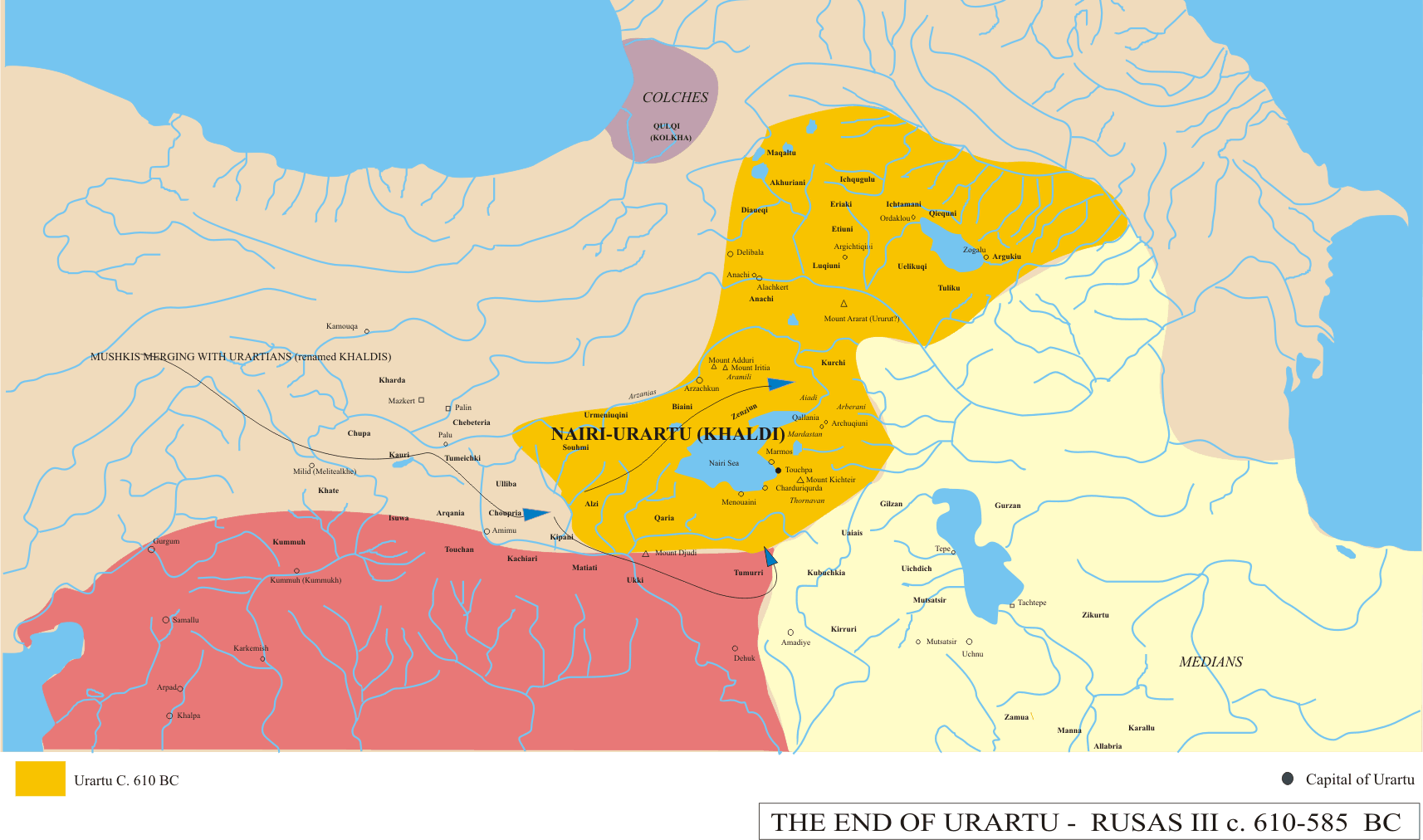
Urartu del 610 al 585 aC

### Reis d'Urartu o Biaini
- Arame, 880 aC-844 aC
- Sarduri I, 844 aC-828 aC
- Ishpuini, 828 aC-805 aC
- Menua I, 805 aC-785 aC (associat abans del 805 aC)
- Argisti I, 785 aC-753 aC
- Sarduri II, 753 aC-735 aC
- Rusa I, 735 aC-713 aC
- Argisti II, 713 aC-680 aC
- Rusa II, 680 aC-675 aC
- Erimena, 675 aC-670 aC
- Rusa III, 670 aC-646 aC
- Sarduri III, 646 aC-circa 620 aC
- Irgia, circa 620 aC-circa 600 aC
- Menua II, circa 600 aC-c. 585 aC

## Arqueologia
El descobriment de la civilització es va fer el 1827 per Friedrich Eduard Schulz, de la societat francesa d'orientalistes. Schulz va morir assassinat per bandits kurds el 1829. Van seguir altres troballes i intents de traducció de les inscripcions, i alguns investigadors van tenir la mateixa fi que Schulz. A partir del 1870, les ruïnes de la zona van ser saquejades pels residents, per vendre els objectes als exploradors europeus. La primera catalogació de les inscripcions la va fer sir Archibald Henry Sayce i Karl Sester a la darrera part del segle xix. L'estela de Rusa es va descobrir el 1891. La regió passà a control rus el 1915, i Nikolai Jakovlevich Marr i Iosif Abgarovich Orbeli hi van fer algunes troballes rellevants, especialment els annals de Sarduri II. Al llarg del segle xx, es van fer nombroses troballes, primer a l'Armènia soviètica, com ara Karmir Blur i després també a la part turca.

### Jaciments arqueològics
- Altintepe
- Toprakkale
- Patnos
- Cavustepe
- Van
- Armavir
- Erebuni (Erevan)
- Anzaf
- Cavustepe
- Başkale
- Argishtiqinili
- Teishebaini

## Economia
L'economia es basava en l'agricultura, expandida malgrat la sequedat d'algunes regions gràcies a un sistema d'irrigació que aprofitava l'aigua del llac Van, i la ramaderia (ovelles i cabres). La geografia abundant en muntanyes proporcionava materials de construcció i metalls diversos, que després eren treballats pels artesans, orfebres d'anomenada a la regió. S'exportaven gerres i pots de metall a Frígia, així com vi i carn a Assíria.

## Administració
El rei tenia el poder suprem i era, a més a més, gran sacerdot de Khaldi, la principal deïtat del país. Alguns temples de Khaldi formaven part del complex del palau reial i n'hi havia d'altres separats.
El territori estava dividit en províncies dirigides per un governador que n'era el cap militar i que depenia de la cort, ja que l'estructura de poder estava fortament centralitzada. La uniformitat d'estil de les fortaleses on residien els nobles mostra també aquesta irradiació des de la capital.

## Art
Els trets de les escultures d'Urartu mostren una influència de l'art hitita, com s'aprecia als trets de les figures dels relleus. Destaquen les figures de metall esculpides i gravades, les més luxoses de les quals usen el bronze. Els motius són majoritàriament mitològics.
S'han trobat també restes de pintures murals a diverses ciutats, amb un predomini d'art ornamental de paisatges i animals en colors vius.
Els edificis, tant militars com de culte, tenen murs gruixuts per protegir-se dels invasors i alguns d'ells presenten arcs ocults per repartir el pes de les teulades. Tant els edificis comunals com les cases mostren restes de decoració i presència de balcons. Les cases particulars comptaven amb accés a aigua potable i al clavegueram.

## Religió

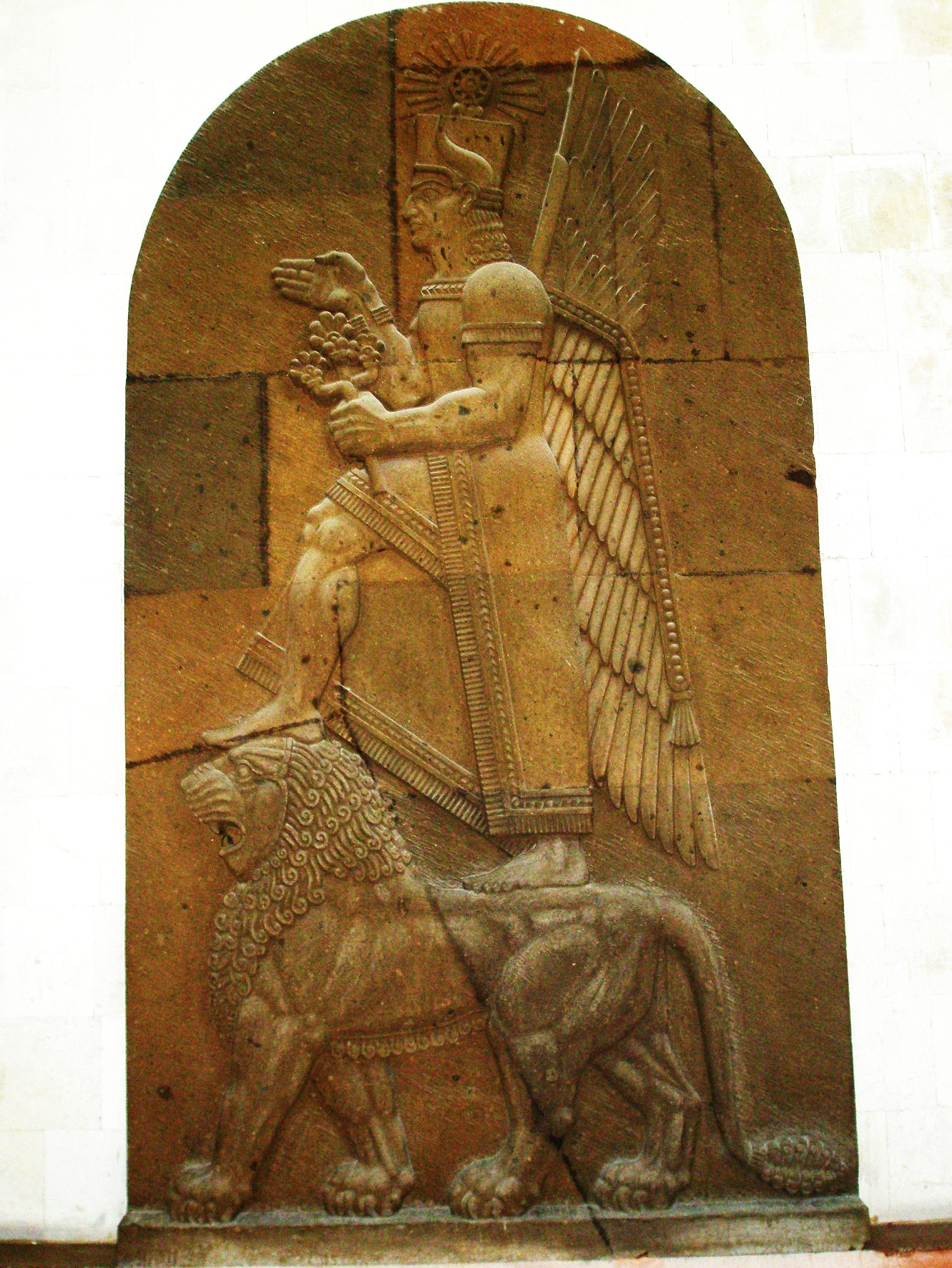
Moderna representació del deu Khaldi basada en originals urartians

La principal deïtat n'era Khaldi, però la religió dels urartians era politeista. Altres deïtats n'eren Teisheba, déu dels cels, Teshsub, deïtat hurrita, i Khurits i Shiwini, dees del sol. Els mites estaven fortament influïts per les cultures de Mesopotàmia.
Els enterraments en tombes decorades i amb profusió d'ofrenes funeràries mostren la importància del més allà en aquesta cultura, si bé estaven reservats a les elits socials. Els cossos s'enterren envoltats d'atuells i només en èpoques tardanes s'observa un auge de la cremació.

## Llengua i escriptura
El llenguatge d'Urartu és aglutinatiu i emparentat amb l'hurrita, i està classificat en el grup hurrourartià de llengües; cronològicament, la llengua sembla una continuació dels dialectes hurrites; no presenta influències semites ni indoeuropees, però sí d'algunes llengües del Caucas, emparentada amb la família de llengües alaròdies. Els georgians li atribueixen també una connexió amb el georgià.
Per a escriure, s'utilitzava un sistema local jeroglífic, però més tard van adoptar el cuneïforme assiri, limitant l'ús del sistema nacional que, al segle viii, va quedar reduït a escrits religiosos i comptables.